# Vila Maria Zélia
A Vila Maria Zélia foi fundada dentro de um contexto histórico específico iniciado na segunda metade do Século XIX, em que o Estado fazia investimentos na área de higiene. Os cortiços eram o tipo de habitação coletiva mais comum na época. Entretanto, além de custar metade do salário do trabalhador, eram marcados pela condição insalubre de sobrevivência - sendo a construção de vilas uma parte das políticas públicas para melhorar o setor. Existia ainda a questão moral: se os operários estivessem próximos às fábricas em que trabalhavam, a fiscalização seria mais fácil contra hábitos tidos como bohêmios. Nos planos político, social e econômico o Brasil estava se transformando pela inserção dentro do capitalismo internacional, permitindo que a Cidade de São Paulo passasse por uma modernização no setor urbano. Este momento foi possibilitado, sobretudo, pela lavoura cafeeira. Assim, a capital paulista foi adquirindo uma nova composição. Belém, Belenzinho, Bom Retiro, Brás e Mooca são exemplos de bairros operários - onde surgiram as vilas operárias - localizados próximos às linhas ferroviárias. Essas vilas foram elemento chave para aliviar os problemas de habitação – visto que a população aumentava consideravelmente - e de mão de obra.

## História

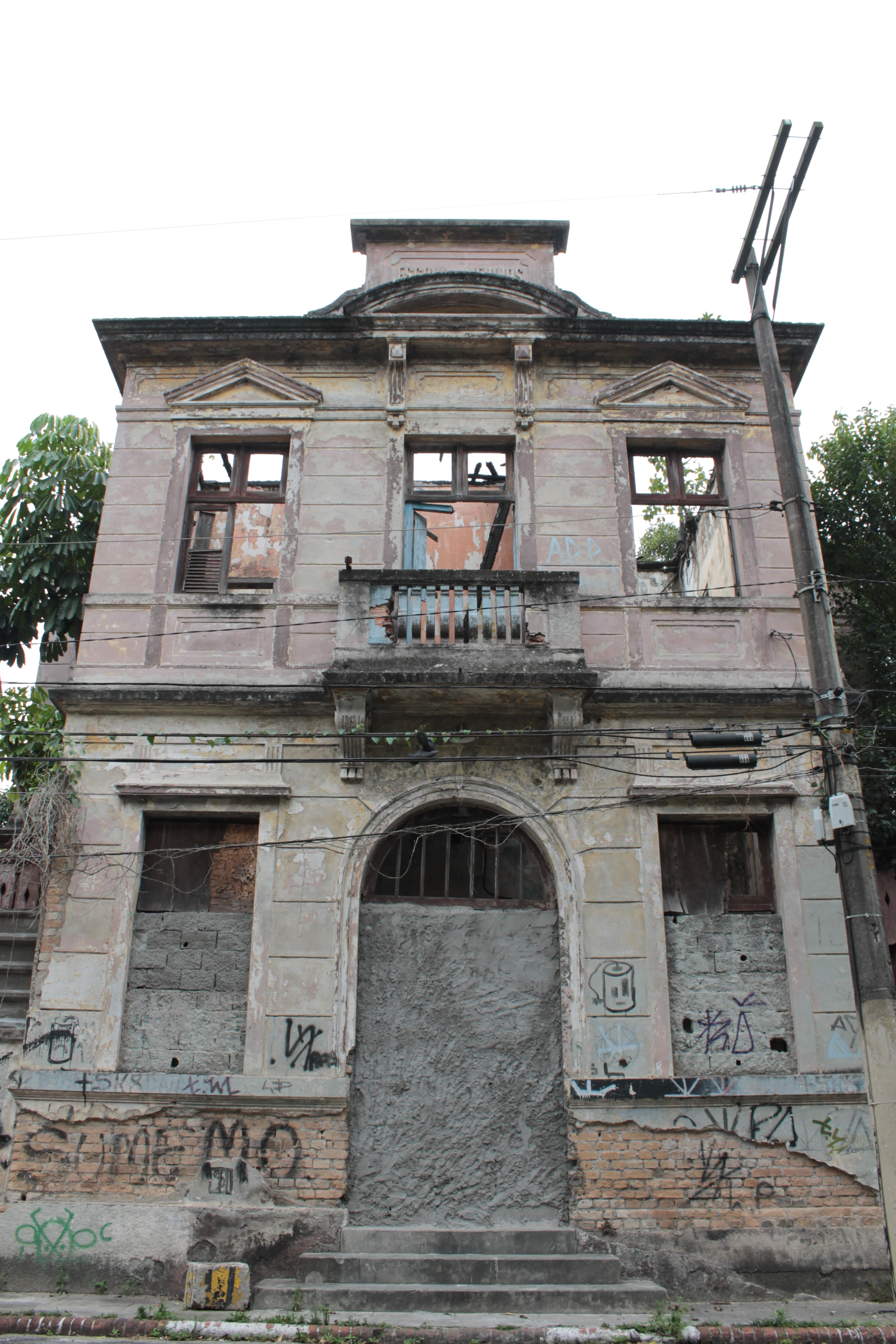
Escola de Meninos

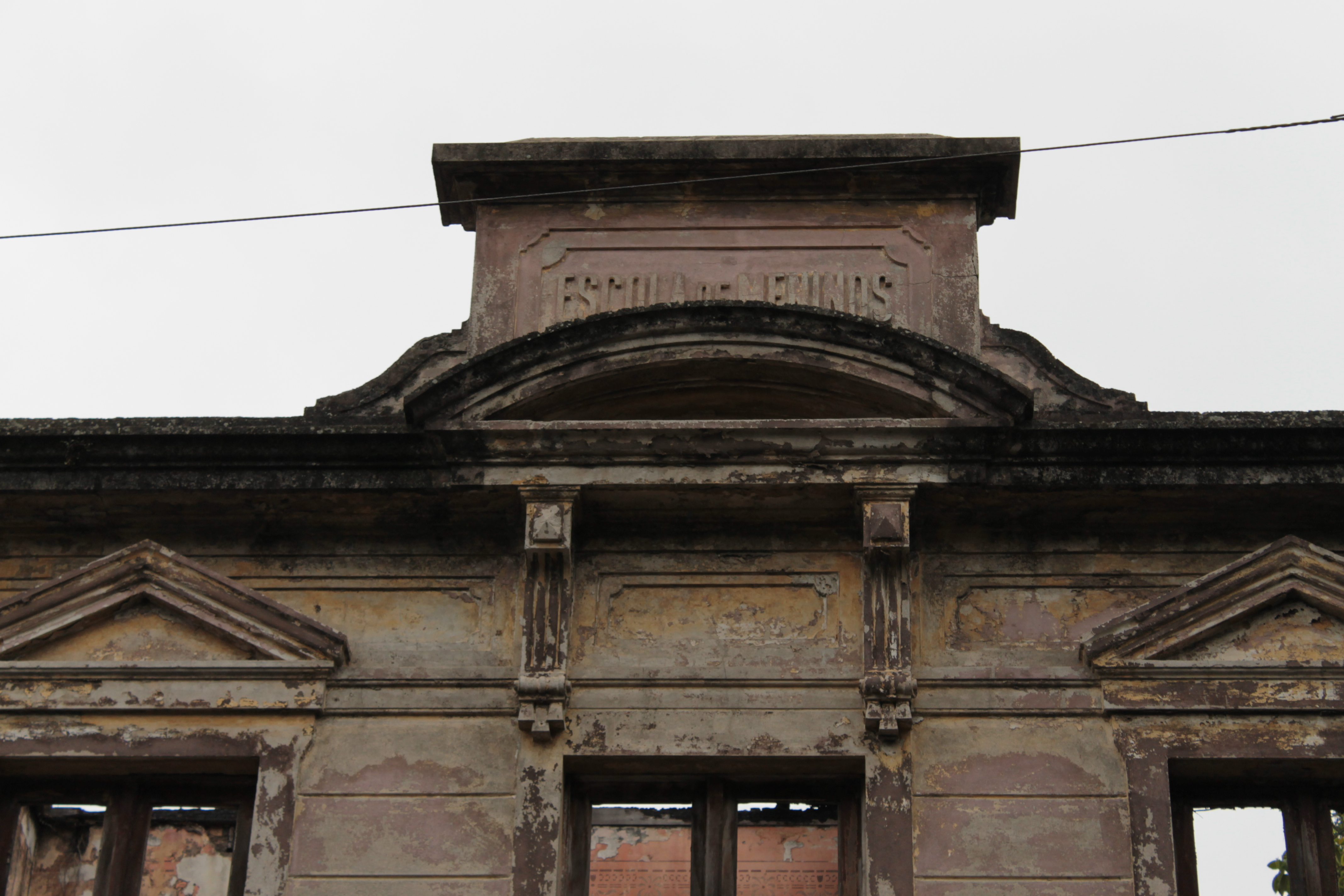
Fachada da Escola de Meninos

A história da Vila Maria Zélia começou com o médico carioca Jorge Street, nascido em 22 de setembro de 1863. Ele adquiriu por herança as ações da Tecelagem de Juta São João, em 1896, e desde então sua atividade industrial foi crescendo. Fundou a Companhia Nacional de Tecidos de Juta mais tarde, em 1904 – sendo a fábrica matriz localizada nas imediações da Rua Gabriel Piza, em Santana (bairro de São Paulo). O trabalho acontecia em tempo integral e a fábrica chegava e atingir sua capacidade máxima de produção. Por isso, Street decidiu aumentar as instalações e construir uma filial, escolhendo o bairro do Belenzinho como sede – região que já contava com muitas indústrias na época. O empresário, então, adquiriu as terras que pertenciam ao Coronel Fortunato Goulart, um proprietário de grandes terras naquela região. O terreno ia da atual Avenida Celso Garcia (próximo ao Marco da Meia Légua) até as margens do Rio Tietê. Atualmente o local é retificado, mas entre o Século XIX e o Século XX era bastante sinuoso.
A Vila começou a ser construída em 1912 e foi inaugurada cinco anos mais tarde, em 1917 – quando a fábrica já contava com aproximadamente 1000 funcionários – enquanto na unidade de Santana haviam 3500. Apesar de menos funcionários, a filial da Maria Zélia também era bastante grande. Contava com instalações para tecelagem, estamparia de algodão, fiação e possuía 2 mil teares, 84 mil fusos e 3 mil motores elétricos – o que tornou a empresa uma das maiores consumidoras de energia na capital.
A inauguração oficial da Vila Maria Zélia foi um acontecimento marcante para São Paulo. A cerimônia contou com a participação de moradores, políticos, industriais e também do Cardeal Arcebispo de São Paulo Dom Duarte Leopoldo e Silva, que ficou no responsável pela missa inaugural. Ele visitou e abençoou todas as localidades da Vila enquanto era seguido por uma multidão. Outro aspecto importante é o motivo da Vila ter o nome de Maria Zélia. Em 1915 – portanto um ano antes da inauguração – a filha de Jorge Street contraiu tuberculose e acabou falecendo aos 16 anos de idade. O empresário, então, prestou homenagem a ela e batizou o local com seu nome. Ela está sepultada no túmulo da família localizado no Cemitério da Consolação, quadra 48, terreno 38. Ao todo, Jorge Street teve seis filhos. .
Segundo relatos sobre a época e estudos aprofundados sobre a Vila Maria Zélia, a relação de Jorge Street com o operariado não se resumia às fábricas. Ele também os visitava em casa, tendo laços mais próximos.  Para o empresário, as habitações antes da construção da Vila estavam em um nível de precariedade que “degradavam a dignidade humana, interferiam no processo produtivo e produziam um sentimento de revolta”. A chefia de execução de todos os projetos do local foram assumidos pessoalmente por Street, que parecia querer transmitir os ideais de justiça social.

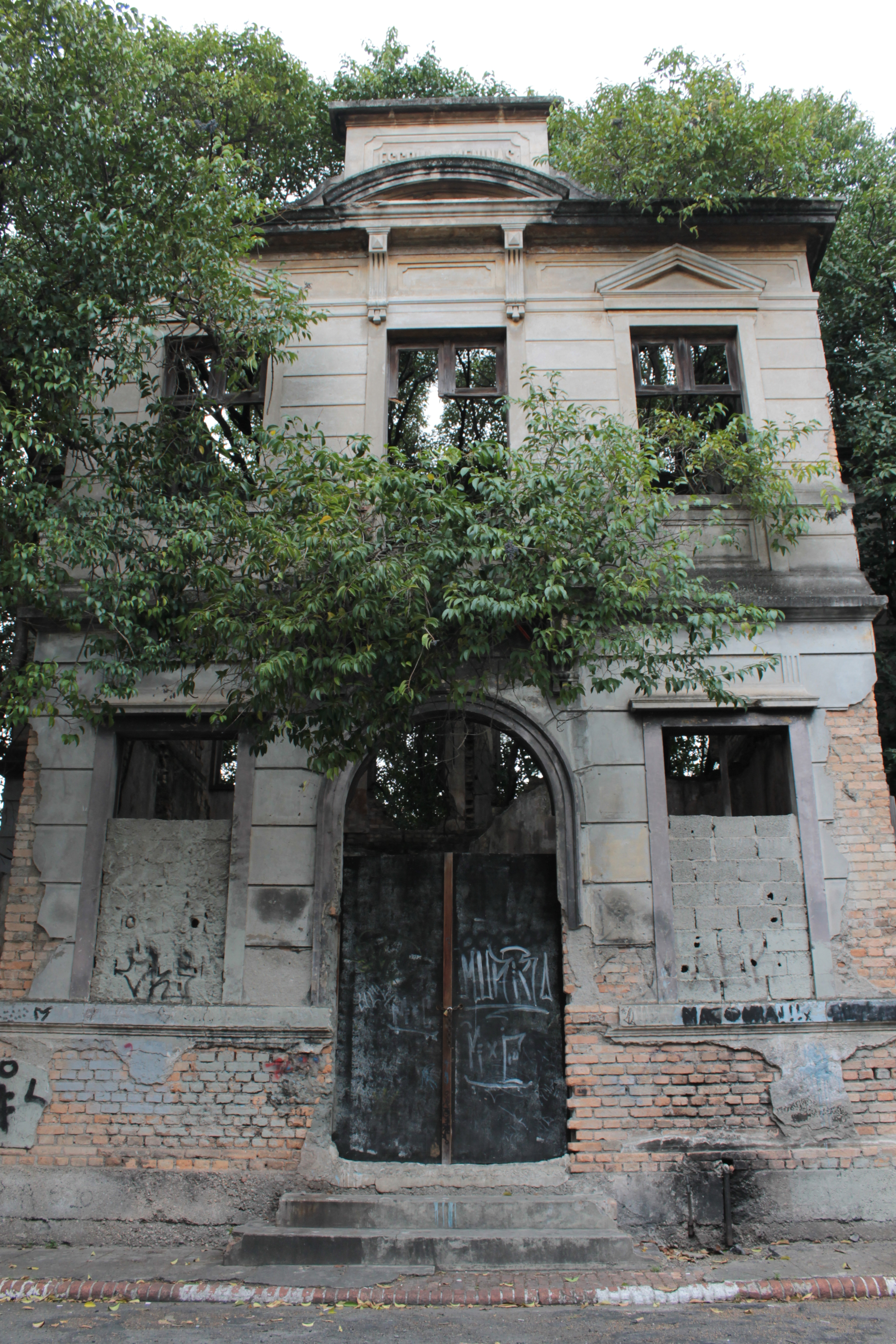
Escola de Meninas

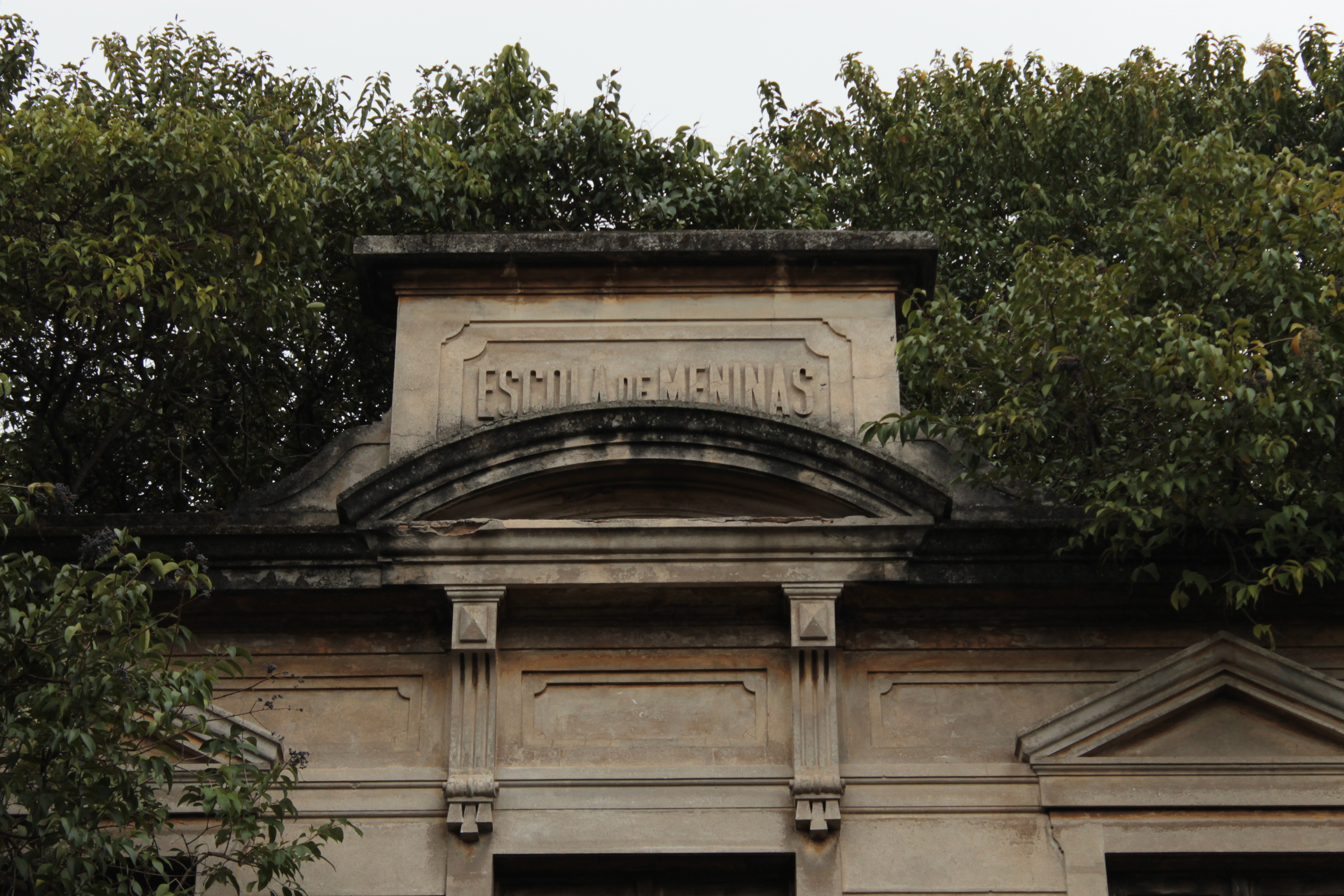
Fachada da Escola de Meninas

Uma das maiores preocupações dele na Vila Maria Zélia era com as crianças. Nas palavras de Street, “a criança abandonada e desamparada constitui um grande perigo de se transformar em breve uma criança delinquente”; “A oficina é preferível à rua”. Por isso, a educação na Vila era prioridade e não custava nada aos moradores. Foram construídos três prédios: um destinado ao ensino das meninas, um ao ensino dos meninos e outro à creche e ao jardim de infância. A Escola de Meninos e a Escola de Meninas foram feitos um de frente por outro e tinham simetria em suas construções, uma das marcas do arquiteto Paul Pedraurrieux. Elas eram tidas como duas das melhores escolas da região e eram abertas para moradores de ruas vizinhas de fora da Vila, como da rua Cachoeira e da rua Catumbi. Tinham capacidade para 400 alunos divididos em três períodos. Na creche, as crianças recebiam roupas, alimentação, tomavam banho e recebiam o leite para tomar em casa durante a noite. Até os sete anos de idade, os tratamentos médico e odontológico eram gratuitos. Nessa mesma idade, elas passavam a estudar na escola e tinham aula com professores da rede oficial de ensino. Existia aula nos períodos diurno e noturno - este último destinado às crianças que trabalhavam. O ensino feminino também contava com aulas de bordado e todas as etapas de aprendizado eram acompanhadas de perto por Dona Zélia Fria Street, esposa de Jorge Street – porque existia uma preocupação com o preparo delas para afazeres domésticos. A missa aos domingos, o catecismo e a primeira comunhão eram obrigatórios a partir do ensino primário – inclusive, meninas recebiam também gratuitamente peças de roupas, calçados, grinalda e terços. O sacramento só era permitido após a realização do retiro e do jejum por três dias. As crianças recebiam ainda medicamentos gratuitos, enquanto para os adultos o valor era descontado dos salários. Outro aspecto de valorização da qualidade de vida do trabalhador promovida pela Companhia Nacional de Tecidos de Juta era a realização de atividades recreativas, como festas, bailes, concertos musicais e jogos de futebol. Com todos esses benefícios incomuns para a época e com a forte influência católica na Vila, a livre manifestação política era inibida – naquele período da história houve um o avanço do movimento operário e do debate entre as relações de capital e trabalho. Normas de conduta, horários a serem seguidos e apitos era parte da rotina dos moradores da Vila Maria Zélia. Evidentemente, mesmo com as melhores condições de trabalho, ainda existiam alguns conflitos com o patrão Jorge Street – decorrentes, sobretudo, da jornada diária de 10 horas, ausência de férias e licença-maternidade, discrepância entre os salários de homens e mulheres, além do trabalho infantil.
Apesar do sucesso da fábrica, para o crescimento da produção e boa administração da Vila Maria Zélia, Jorge Street acumulou dívidas e precisou vender o complexo em 1924 – e viria a falecer catorze anos mais tarde, em fevereiro de 1938. O comprador foi o industrial Francisco Scarpa, que deu à fábrica e à vila seu sobrenome (Cotonifício Scarpa e Vila Scarpa) - o que desagradou os moradores do local. Com a Grande Depressão ocorrida em 1929, o industrial teve dificuldades para quitar algumas hipotecas e precisou revender o complexo. A Família Guinle assume a administração em pareceria com o Banco do Brasil (que mais tarde venderia sua parte aos Guinle) e a vila volta a se chamar Maria Zélia.
Na virada dos anos de 1930, porém, os maiores problemas começaram a surgir. A família Guinle devia muitos impostos ao Governo Federal e, por isso, a fábrica e a vila foram confiscadas pelo IAPI (Instituto de Aposentadorias e Pensões dos Industriários – atual INSS). Em 1931 a fábrica foi desativada, mas os moradores da vila continuaram a residir no local sem pagar nenhum aluguel – antes pagos aos patrões – porque o governo ainda não sabia como proceder com as moradias.
Cinco anos mais tarde, em 1936, a antiga Companhia Nacional de Tecidos da Juta passou a ser usada como presídio político pelo Estado Novo (Brasil), período ditatorial de Getúlio Vargas, até o final do no seguinte. O presídio foi criado depois de diversas revoltas que ficaram conhecidas como Intentona Comunista.  Ao todo, foram aproximadamente 700 presos políticos dentre intelectuais que se opunham ao governo e pessoas ligadas ao Partido Comunista Brasileiro. Alguns dos prisioneiros que passaram por lá eram conhecidos, como por exemplo Caio Prado Jr, Fúlvio Abramo, Quiniro Pucca, Paulo Emílio Sales Gomes e Abdon Prado Lima. O presídio, então, foi apelidado de “Universidade Maria Zélia”, clara referência ao grande número de intelectuais e historiadores detidos no local – que organizavam leituras coletivas de jornais, pequenas bibliotecas e realizavam atividades físicas.  Outra peculiaridade era a circulação do jornal clandestino “O Juventude”, que rodava tanto dentro como fora da prisão – quando alguém era liberado, levava consigo exemplares escondidos em malas com fundos falsos. Estima-se que tenham sido feitas doze edições do jornal, sempre com conteúdos antifascistas, críticas duras ao Governo Getúlio Vargas, à justiça, à economia e à polícia - além do incentivo à adesão de grupos que tinham menos espaço no âmbito político, como negros, mulheres e jovens. Evidentemente, quando alguma autoridade pegava algum exemplar, ele era confiscado.

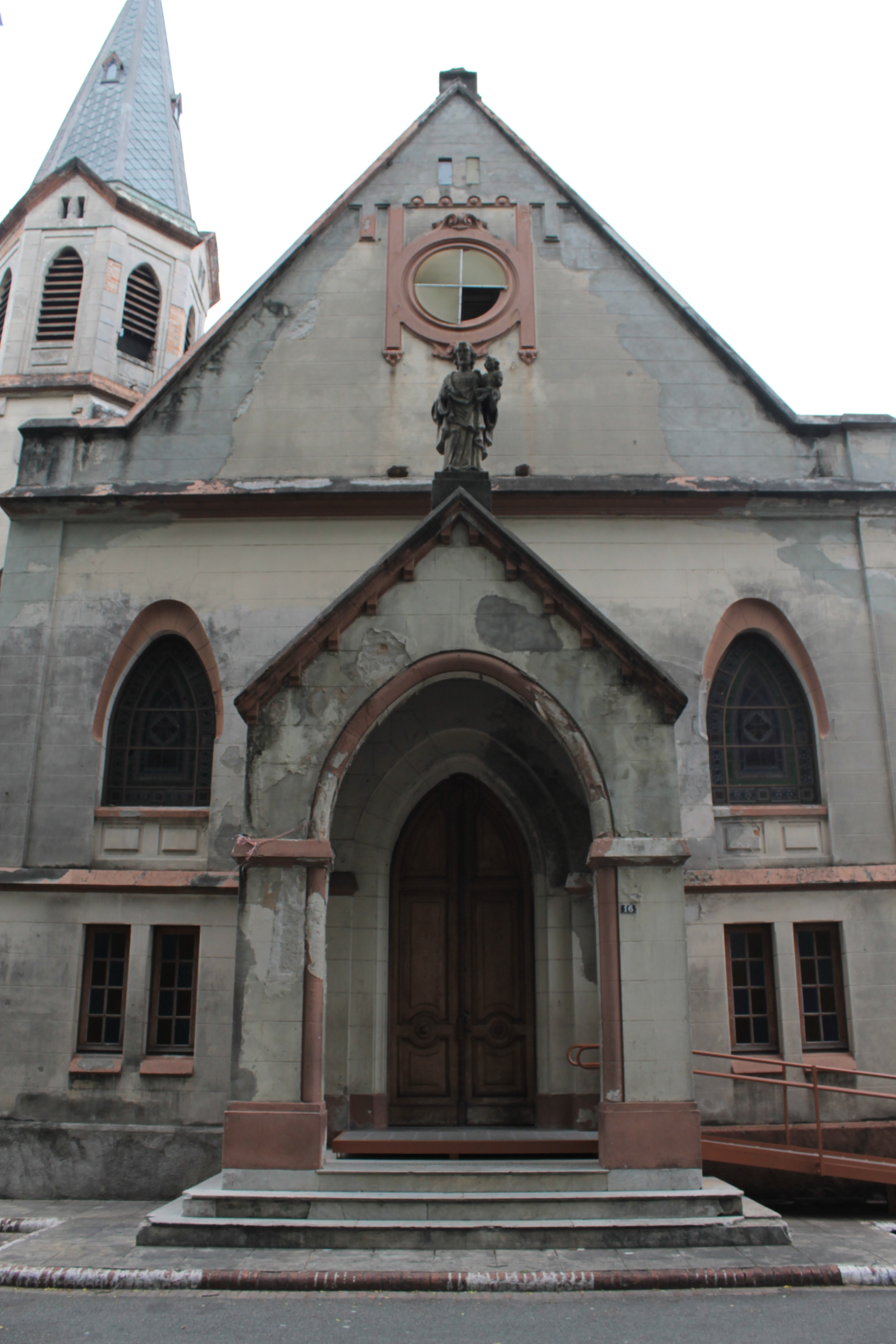
Vista frontal da Capela São José

Apesar de toda movimentação intelectual, a vida no presídio Maria Zélia não deixava de ser difícil. Eram oito blocos nomeados de A até H separados por madeiras. Mesmo quando doentes pela tuberculose, os presos ficavam amontoados em celas cheias. A água vinha do Rio Tietê, a comida era escassa e de má qualidade, provocando constantes greves de fome numa tentativa de conseguir melhoras estruturais. Em 21 de abril de 1937, vinte e quatro prisioneiros tentaram fugir, mas acabaram capturados. Eles foram espancados e quatro deles acabaram sendo mortos a tiros: João Varlota, Augusto Pinto, Mauricio Maciel Mendes e José Constâncio.
Em 1939, dois anos após o fechamento do presídio, a fábrica foi reaberta pela Goodyear. A empresa havia comprado parte do terreno ainda em 1938, demolindo a fábrica de tecidos, a creche, o jardim de infância e aproximadamente 18 casas. Ampliou-se a área da fábrica, que permanece por lá até hoje. A inauguração dela acabou de vez com o vínculo entre fábrica e vila, tanto que atualmente um muro separa as edificações. Foi também a partir da chegada da Goodyear que os moradores da Vila Maria Zélia voltaram a pagar aluguéis – destinados, desta vez, INPS (Instituto Nacional de Previdência Social – substituto do IAPI). A Lei 4.380, de 21 de agosto de 1964 permitiu finalmente a compra definitiva dos imóveis. Mas apenas em 1968 eles foram autorizados a compra-los pelo sistema BNH (Banco Nacional de Habitação), órgão extinto em 1986. A possibilidade foi conquistada depois de uma pressão por parte dos moradores da Maria Zélia e de outras vilas operárias que foram transferidas para o INPS e que desejavam ter o direito da aquisição.
A Vila Zélia já foi e ainda é palco de várias produções artísticas. Em 1959, o filme “Ravina”, com a atriz e escritora Eliane Lage foi gravado lá. Mais tarde, em 1966, a vila recebeu gravações do 19º filme estrelado por Amácio Mazzaropi, “O Corintiano”, dirigido por Manuel Amaral. Duas décadas depois, em 1987, o filme “O País dos Tenentes”, dirigido por João Batista de Andrade, teve filmagens no local. Recentemente, as novelas “Carrossel” e “Cúmplices de um Resgate” também tiveram episódios gravados na vila.  Alguns moradores ilustres já residiram lá, como o próprio Amácio Mazzaropi, dos três aos doze anos. A escritora e jornalista Patrícia Galvão, a Pagu, em 1932, passou a viver na vila por orientação do Partido Comunista para se dedicar a alguns trabalhos, como o de tecelã. Além deles, o jornalista Octávio Frias de Oliveira, da Folha de S. Paulo, morou lá dos cinco aos dezessete anos.
A maior de todas as curiosidades talvez seja o time de futebol fundado em 1935, que foi batizado com o nome da vila. Nomes importantes saíram de lá, como Luís Trochillo - o Pequeno Polegar (não chegou a morar na vila, apenas estudar) - Cabeção, José Colombo e Roberto Belangero – este último chegou a defender a seleção brasileira em 1957 - e não foi à Copa do Mundo do ano seguinte devido a uma lesão. Ele também assumiu o time corintiano como técnico em 1964. Todos esses jogadores foram contratados pelo Sport Club Corinthians Paulista por se destacarem no Maria Zélia. O antigo Estádio da Vila Maria Zélia, batizado de Plínio Cantanhe em 1944, ficava onde atualmente funciona o Ambulatório Médico de Especialidades Maria Zélia, construído em 1976.

## Arquitetura

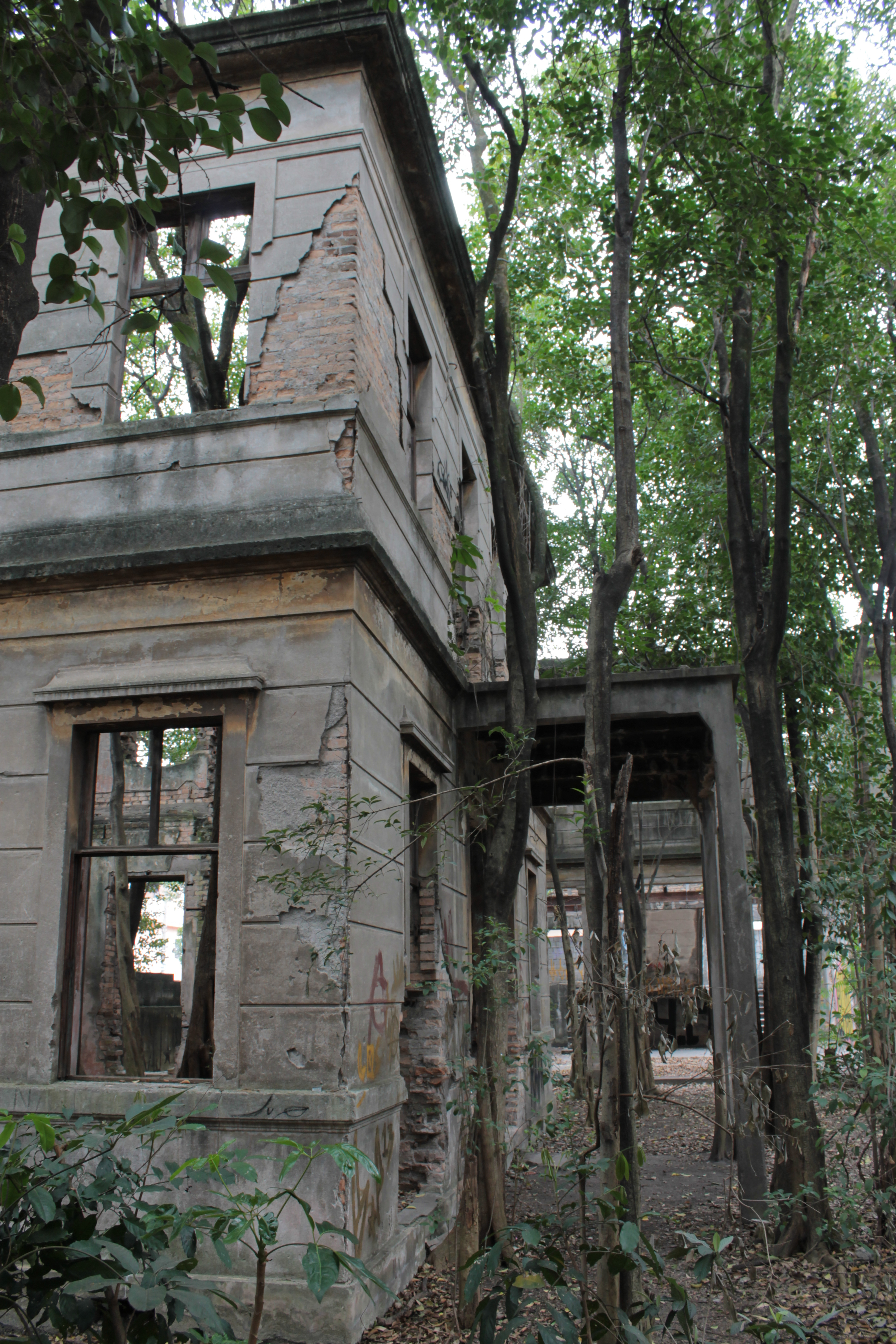
Vista interna da Escola de Meninas

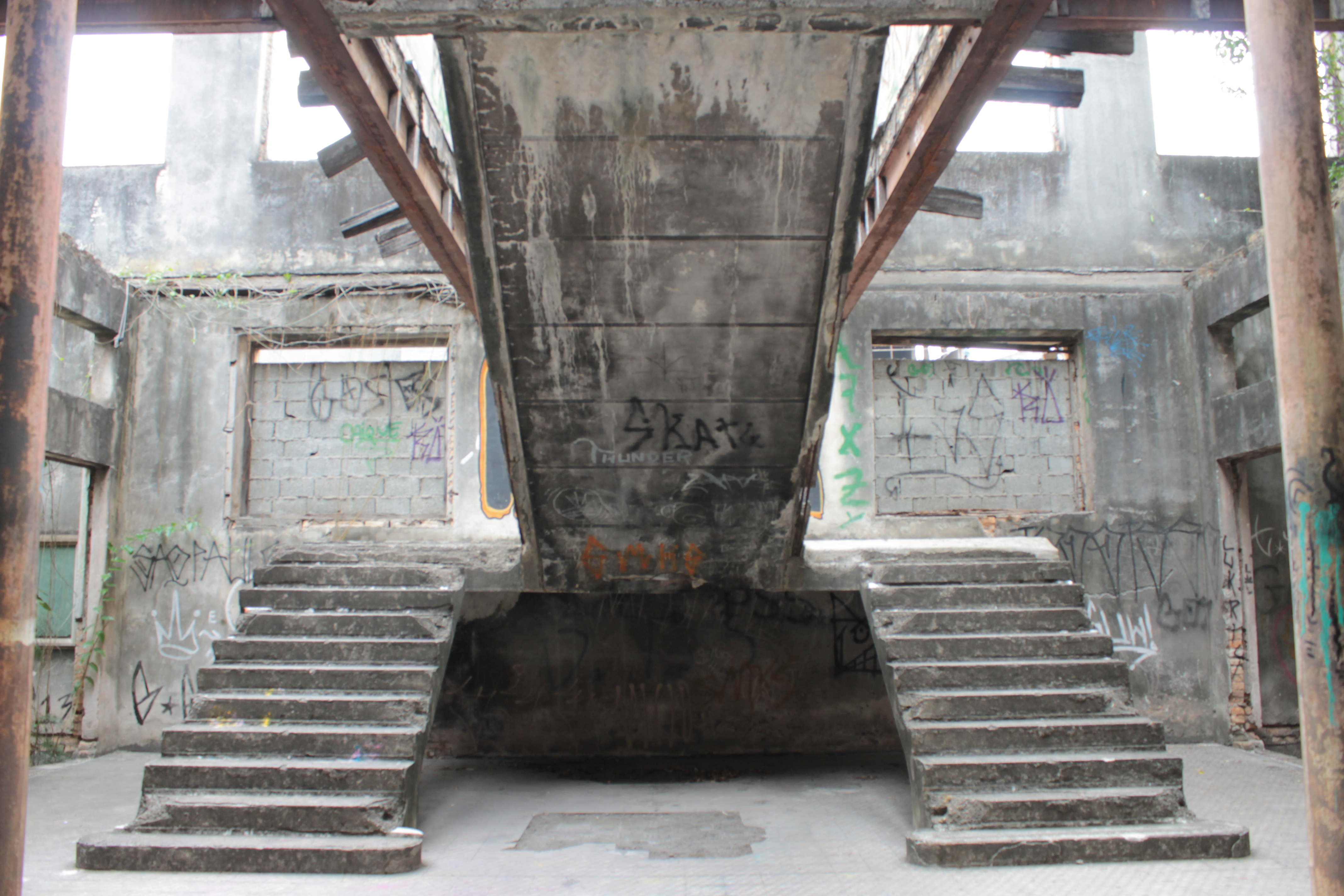
Escadaria que levava ao piso superior da Escola de Meninas

Jorge Street era filho de um engenheiro austríaco e, por parte da mãe, tinha descendência francesa. Ele viajou pela Europa, estudou na Alemanha e, posteriormente, fez o curso de medicina no Rio de Janeiro. Portanto, o empresário tinha conhecimento sobre habitações de operários em centros urbanos mais desenvolvidos e também da precariedade de moradias coletivas no Brasil. A pedido de Street, o planejamento da Vila deveria considerar a qualidade de vida dos trabalhadores, levando-se em conta famílias de diferentes tamanhos e questões de saúde, como água e esgoto encanados.
Acredita-se que o empresário, ao pesquisar sobre modelos de exemplo para a Vila Maria Zélia, se interessou pela planta erguida em Bradford, na Inglaterra, entre 1850 e 1876. Batizada de Vila Saltaire, ela foi idealizada pelos arquitetos Henry Lockwood e William Mawsom a mando do industrial Titus Salt. A vila britânica possuía 824 casas, 40 lojas, clube, enfermaria, parque, escola e igreja. Inclusive, em 2001, foi considerada Patrimônio Mundial da Humanidade. Para realizar o desejado projeto com todas as condições dignas de moradia almejadas por Jorge Street, foi designado o arquiteto francês Paul Pedraurrieux para a construção da Vila Maria Zélia. Todo o trabalho foi acompanhado por Street, que prezava pela manutenção do plano original. Inspirado nas vilas europeias, Pedraurrieux fez da Vila uma pequena cidade europeia dentro do Belenzinho, com uma capela, uma farmácia, duas escolas, dois armazéns, praça, campo de práticas esportivas, coreto, consultórios médicos, ambulatórios e salão de festas. Assim, a inspiração estrangeira não se restringiu à disposição das ruas, sendo nítida também no âmbito comercial, de saúde, educação e lazer. Tudo isso destacou a Vila Maria Zélia e a diferenciou das demais vilas operárias brasileiras e, sobretudo, dos cortiços existentes na época.
A construção das casas seguiam a Lei 498 de 14 de dezembro de 1900, referente à água e esgoto encanados, número de janelas, presença de um contrapiso para evitar o contato direto do morador com a terra e habitações distintas entre as famílias. Elas variavam de 74,75 m² até 110,40 m². Havia, ao todo, seis tipos de moradia:
- Tipo A: Casa com jardim, quarto, cozinha, sala, banheiro e área de serviço - totalizando 74,75 m²[27]
- Tipo A-1: Casa com jardim, dois quartos, cozinha, sala, banheiro e área de serviço - totalizando 81,65 m².[27]
- Tipo B: Três quartos, cozinha, sala e banheiro – totalizando 74,75 m²[27]
- Tipo B-: Três quartos, cozinha, sala e banheiro - totalizando 81,65 m²[27]
- Tipo C: Jardim, entrada lateral, três quartos, cozinha, sala, banheiro, área de serviço - totalizando 110,40 m²[27]
- Tipo D: Jardim, varanda, dois quartos, cozinha, sala, banheiro e área de serviço - totalizando 91,12 m²[27]

O total de casas era de 198. O critério para separação de famílias entre os diferentes tipos de habitação era o número de membros – quanto mais pessoas, maior a moradia. Os administradores também tinham direito a residências mais espaçosas.
Além das casas destinadas às famílias, existia também um prédio destinado aos solteiros. Mas independentemente do tipo de habitação, todas as edificações eram de boa qualidade: chuveiro elétrico, água e esgoto encanados, calçamento nas ruas, assoalho, portas e janelas em pinho de riga (Pinheiro-da-escócia) da Letônia (madeira que não tem problemas com cupim). Outro aspecto interessante era a base das construções feita com ferro vindo da Suécia e cerâmica francesa (um tipo de tijolo mais leve). Todos os estabelecimentos, sejam residenciais ou comerciais, tinham uma base para dar altura e evitar problemas com as enchentes. Outro destaque era o desenho das calçadas, com quadrados dispostos no formato do jogo Amarelinha. As telhas eram todas de ardósia com banho de amianto (Asbesto) – este último proibido atualmente por ser cancerígena. Eram seis ruas principais e outras quatro transversais que configuravam a Vila Maria Zélia, tendo ao fundo o Rio Tietê. Além das boas condições estruturais, os moradores também dispunham de concessões incomuns para a época. O aluguel era descontado dos salários, cobrava-se uma taxa pelo uso de água, a eletricidade era paga pelo morador e o armazém vendia com subsidio de 50% .

## Significado Histórico e Cultural
Mesmo com a construção de vilas se intensificando no início do Século XX, a Maria Zélia teve características sociais e arquitetônicas únicas. O estudo para tornar a Vila Maria Zélia um patrimônio começou em novembro de 1985, após uma tentativa de se demolir a Escola das Meninas para a construção de uma área de lazer ou de um prédio. Então, o Conselho de Defesa do Patrimônio Histórico, Arqueológico, Artístico e Turístico (CONDEPHAAT) abriu o estudo de tombamento do local no dia 18 de dezembro daquele mesmo ano. A partir de então, as construções antigas da vila estavam protegidas e não poderiam ser demolidas ou sequer alteradas. Vale destacar que ainda não se tinha consolidado um tombamento, mas sim uma proteção até o final do estudo. Apenas em 1992, o CONDEPHAAT e o CONPRESP (Conselho Municipal de Preservação do Patrimônio Histórico, Cultural e Ambiental da Cidade de São Paulo) finalizaram os estudos e tombaram a Vila Maria Zélia. A justificativa se fundamenta nos argumentos de que:
1. A preservação garante a identidade cultural, que é um pré-requisito da cidadania e capaz de guiar a qualidade de vida.[30]
2. Sua preservação ajuda no entendimento da vida do operariado no início da industrialização no Brasil e de como ocorreu a urbanização em São Paulo.[31]
3. A apropriação de instalações do Complexo Maria Zélia por parte da ditadura de Getúlio Vargas para uso de prisão política aumenta ainda mais o valor histórico do local.[32]
4. Trata-se de um bem cultural de interesse histórico, social e arquitetônico, além de um empreendimento pioneiro marcado pela manutenção de características originais – contribuindo o testemunho da renovação urbana, histórica e social do Estado.[33]
5. A vila é um legado de extrema importância do idealizador Jorge Street, um cidadão de inovações e pioneiro de um discurso a favor do operariado – tanto em questões trabalhistas como em questões previdenciárias. Além disso, a forma como o patrão organizou as relações sociais no local o diferenciaram das demais vilas operárias da época.[34]

A resolução do tombamento da Vila Maria Zélia é a SC-43 de 18 de dezembro de 1992, publicada na página 25 do Diário Oficial de 19 de dezembro de 1992. A partir daquele momento, o traçado urbano, a vegetação de porte arbóreo e o conjunto de construções estavam tombados.

## Estado Atual

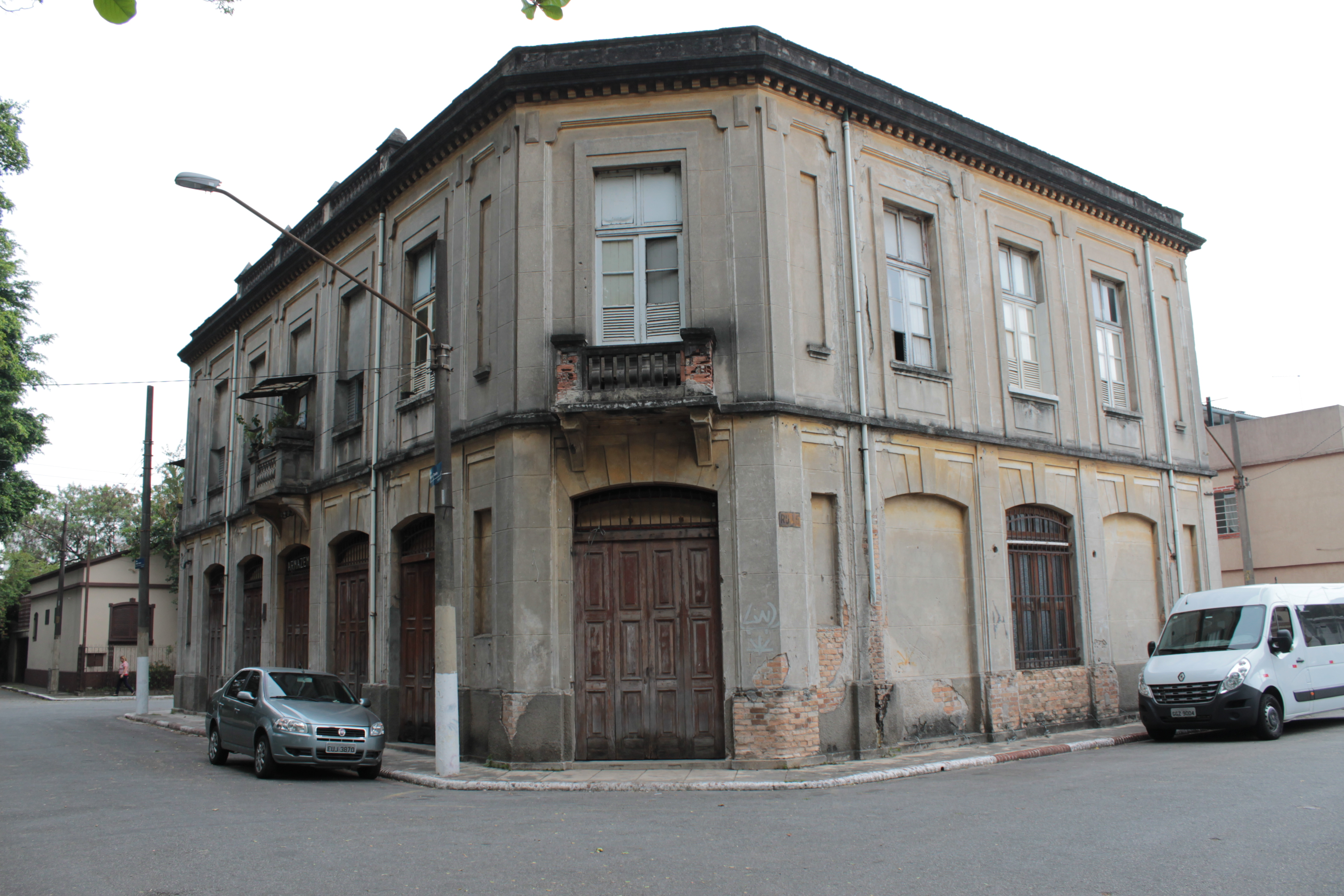
Vista da esquina da antiga farmácia, hoje sede do Grupo XIX de Teatro

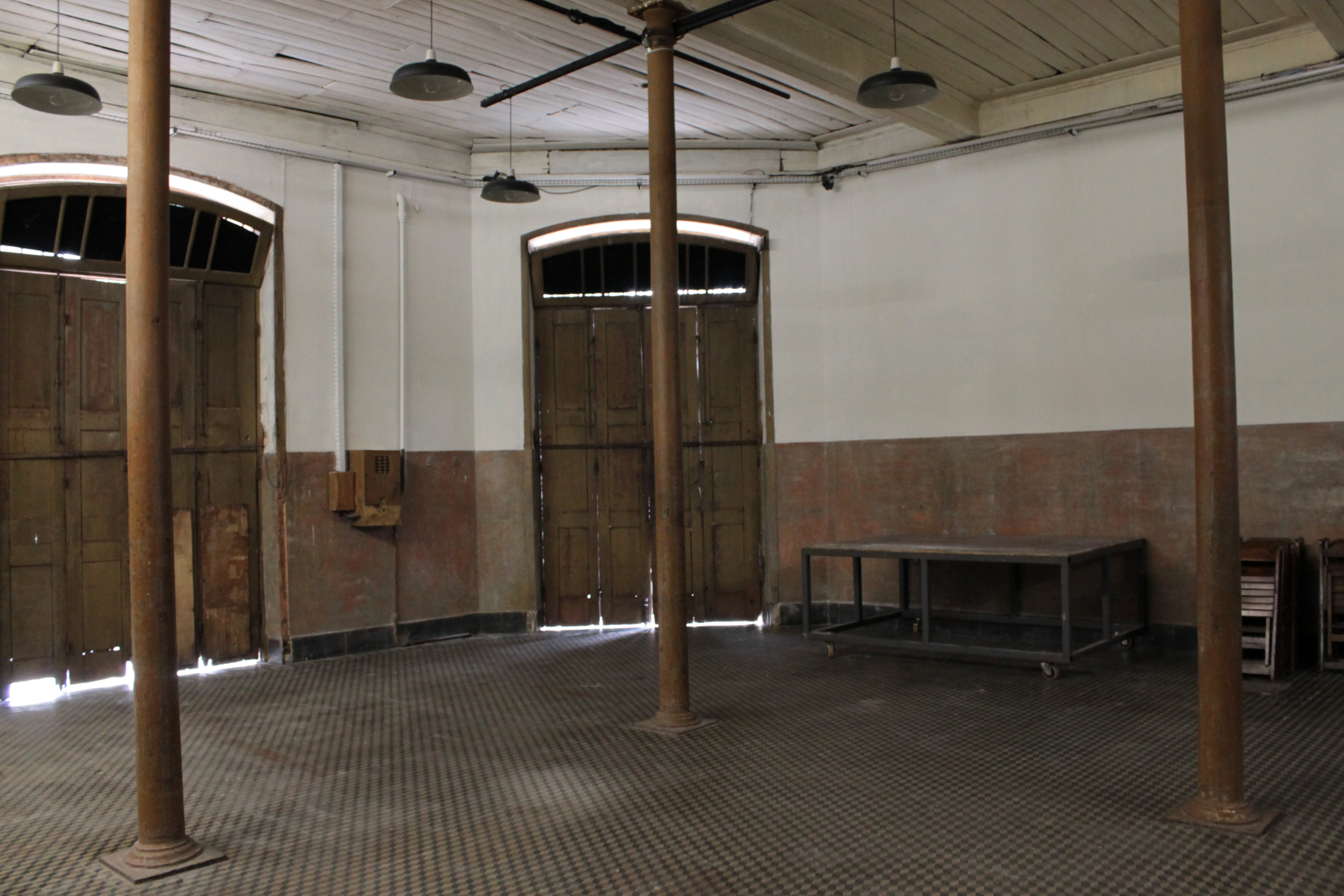
Vista interna da sede do Grupo XIX de Teatro

O tombamento tardio (1992) deu espaço para mudanças significantes no cenário local – o número de imóveis que permanecem próximos às suas construções originais é minoria. De 220 casas originais, restam 171 com fachadas, tamanhos e divisões já modificadas. Na década de 1970 o cenário era outro, quando cerca de 75% das casas estavam em estado quase original. Os prédios que mais remetem ao passado são justamente os mais danificados – e pertencentes ao Instituto Nacional do Seguro Social (INSS). Um dos armazéns está em péssimo estado de conservação, o piso superior já não existe mais e o telhado foi protegido com uma armação de ferro. O outro, apesar do estado ruim, é consideravelmente mais bem conservado e abriga antigos equipamentos de tornearia.
As escolas, também pertencentes ao INSS, estão abandonadas. A Escola de Meninos foi lacrada e não é possível visitá-la – um incêndio criminoso danificou e comprometeu a construção. A Escola de Meninas também está danificada, mas ainda é possível entrar e conferir detalhes da arquitetura de Paul Pedraurrieux. A escadaria que levava para o piso superior era feita de mármore carrara, mas depois de sucessivos furtos e problemas estruturais, restaram poucas partes compostas pelo material. O segundo andar só não ruiu totalmente devido à presença de toras de madeira para dar sustentação - entretanto, a construção já está a céu aberto. Ambas as escolas foram desenhadas quase de forma idêntica e apresentam a simetria interna como destaque. Recentemente, a Escola de Meninas tem sido muito usada para ensaios fotográficos e por grafiteiros, como William Mophos e Ju Violeta, que desenharam no local.
A Capela de São José, por outro lado, está ativa, bem conservada e com detalhes originais – inclusive os vitrais de Viena. Ela é administrada pela Paróquia de São José do Belém e se localiza em uma posição central da Vila Maria Zélia, próxima à entrada. A exemplo das outras edificações, a capela já esteve deteriorada e foram necessárias reformas para restaurá-la.
No passado a vila foi palco de produções artísticas, algo que também acontece atualmente.  Desde 2004 o Grupo XIX de Teatro desenvolve seus projetos na mesma construção em que funcionava a antiga farmácia. São realizadas mostras, exposições, oficinas e projetos feitos em parceria com a Associação Cultural Maria Zélia – responsável por organizar eventos e visitações à vila.  Outro grupo que atua em áreas de interesse da vila é a Sociedade Amigos da Vila Maria Zélia, que administra a guarita e organiza atividades esportivas.

## Galeria

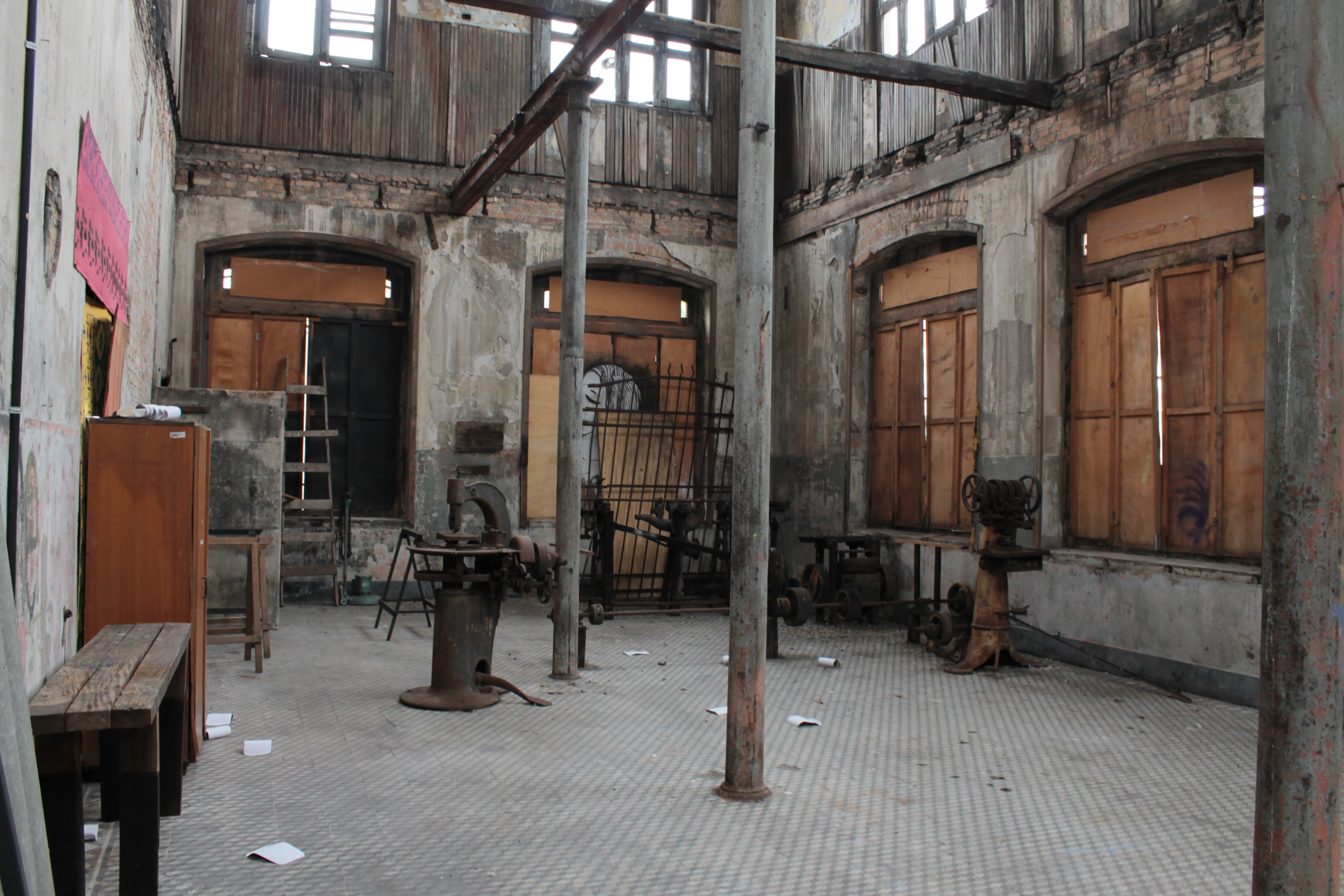
Vista interna da fábrica de calçados e chapéus
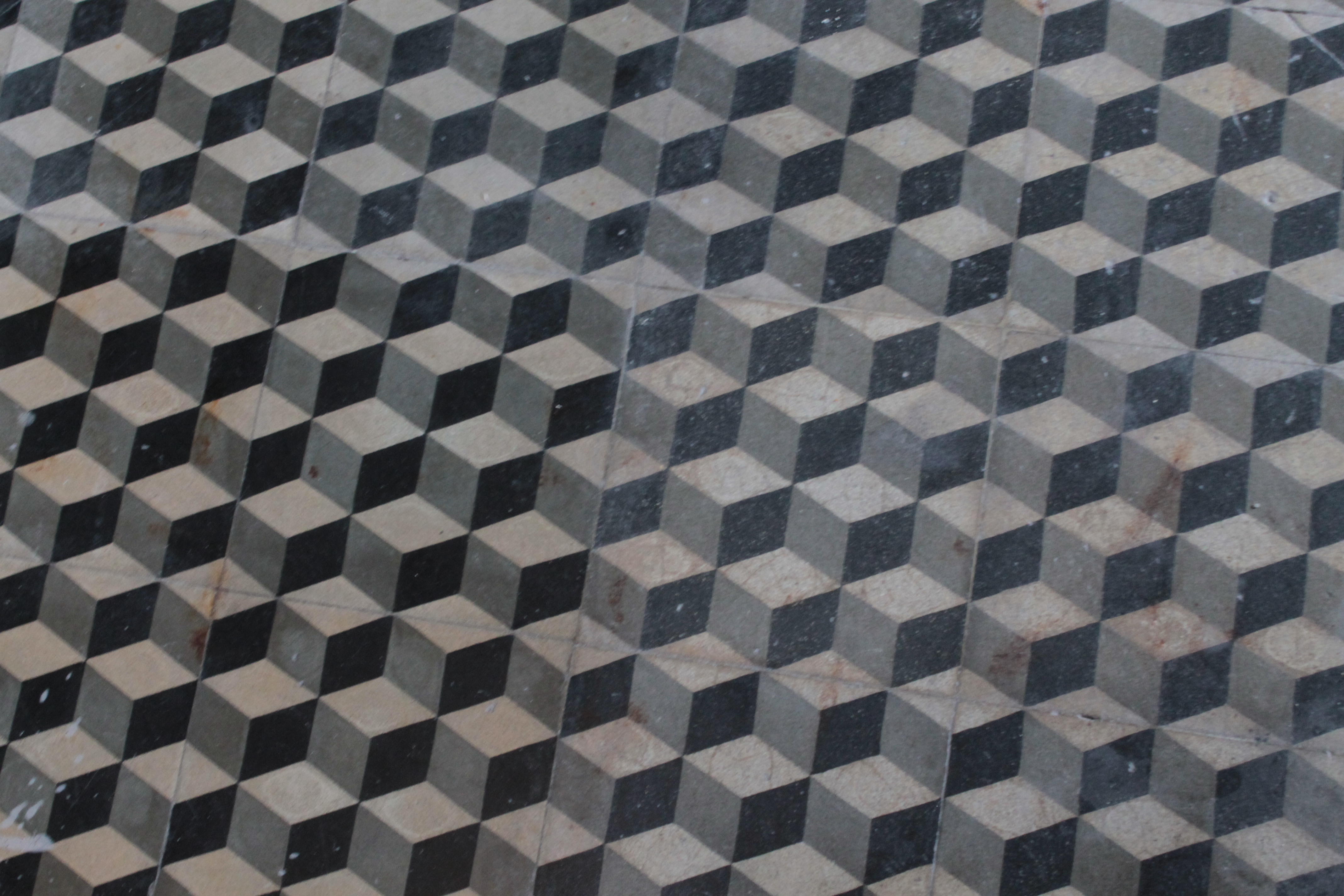
Detalhe do piso feito de Ladrilho Hidráulico Francês
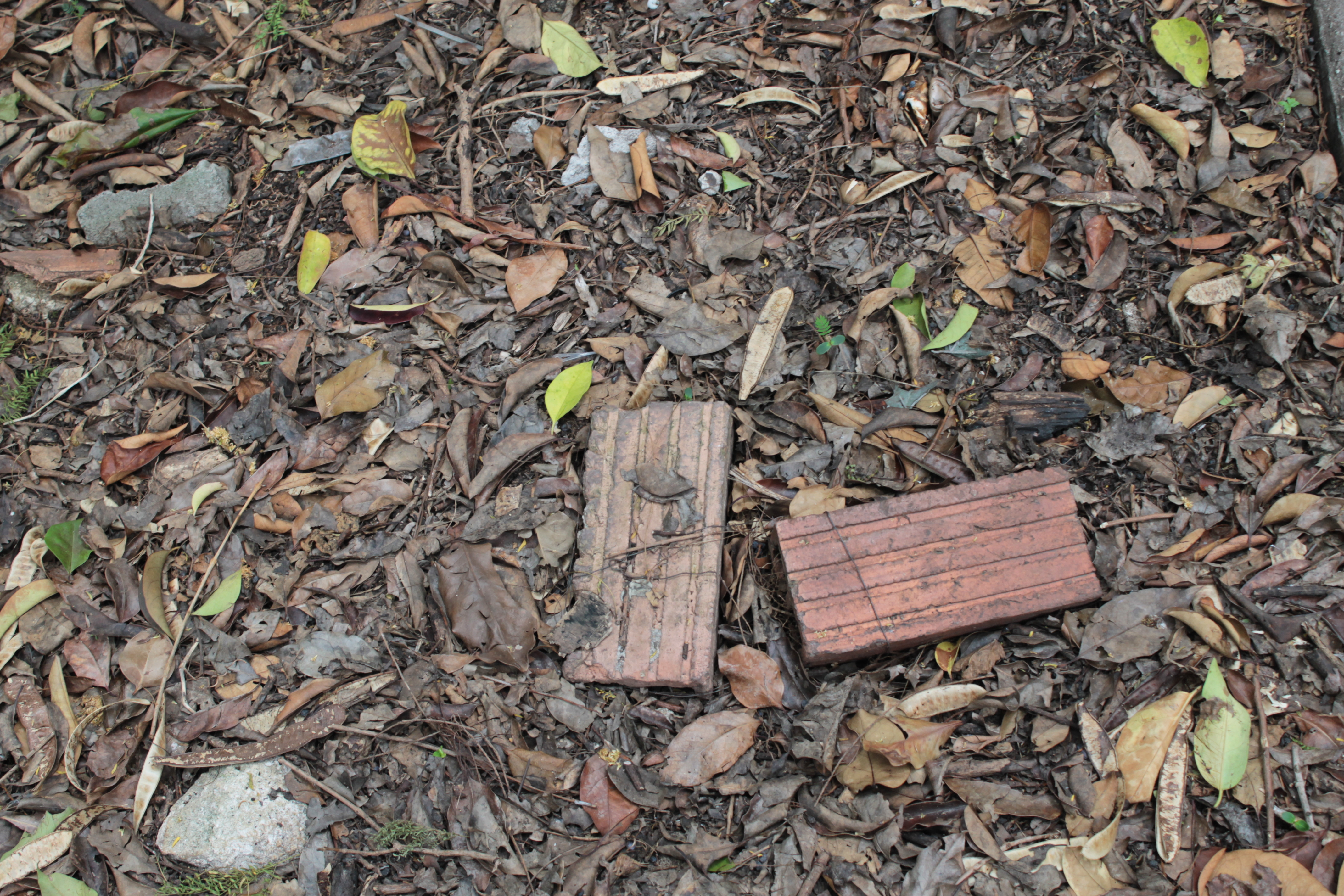
Detalhe da cerâmica francesa
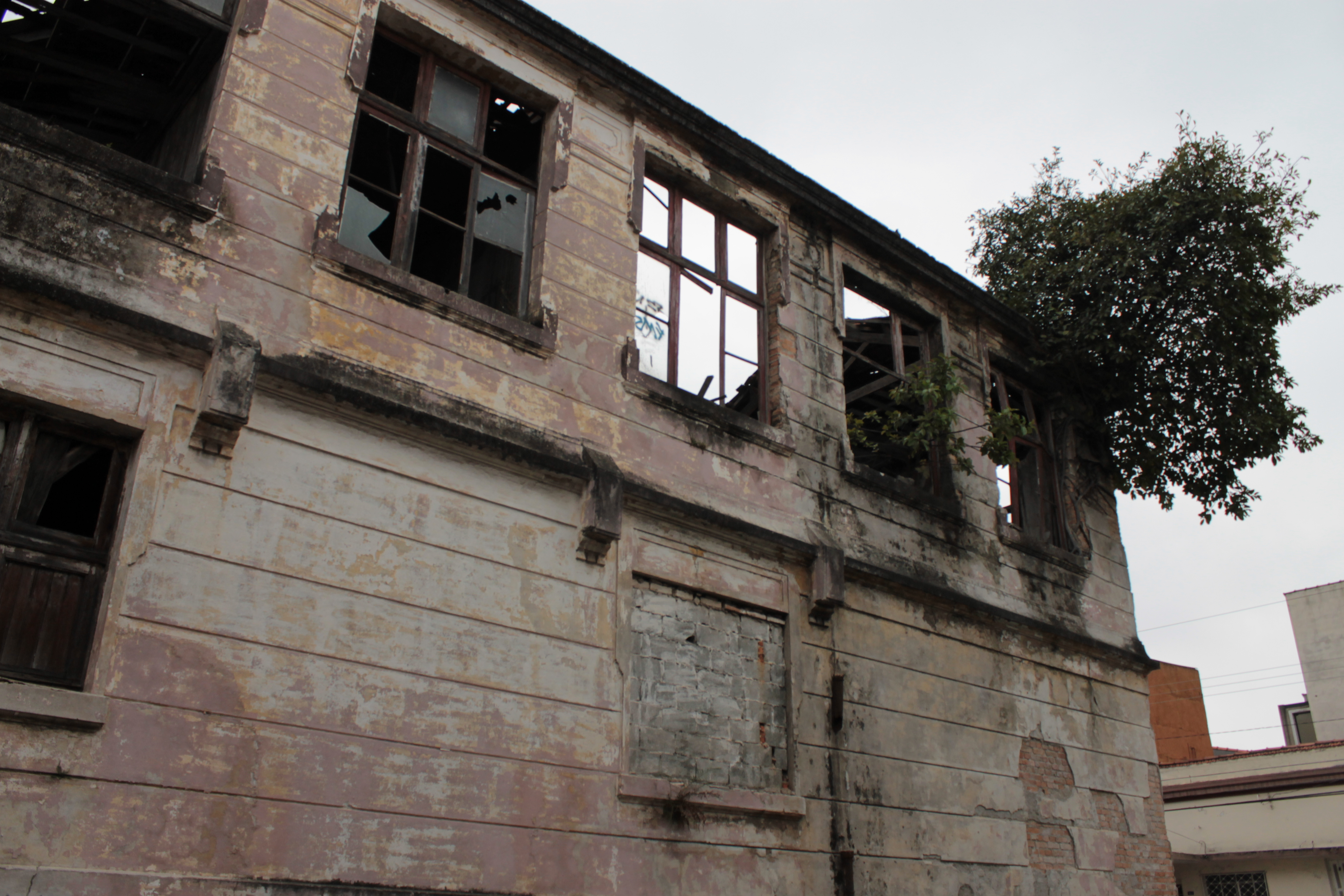
Vista lateral da Escola de Meninos, cruzamento com a rua Irmã Paula Loebemstein
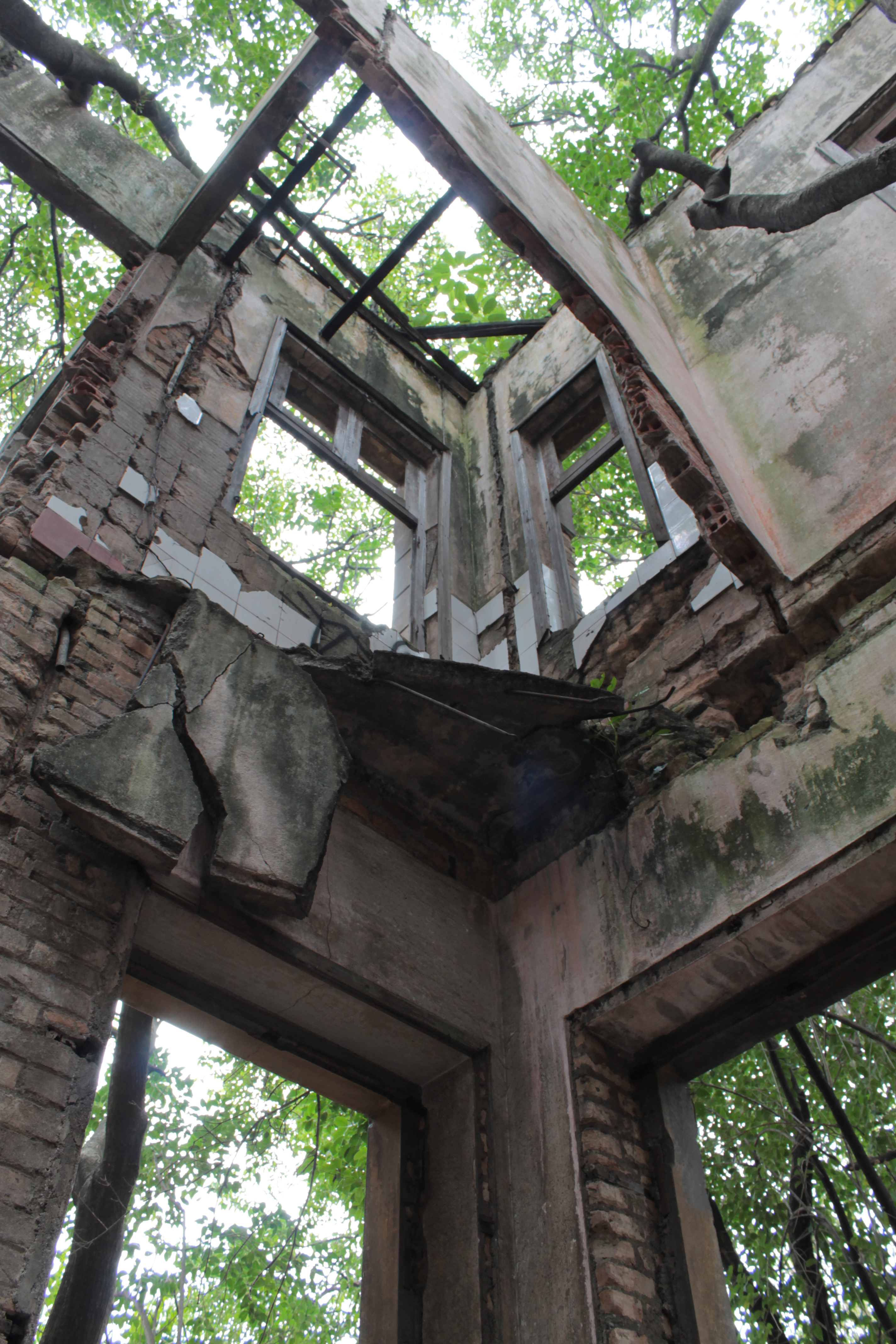
Vista interna da Escola de Meninas, com detalhe para onde seria o banheiro do piso superior
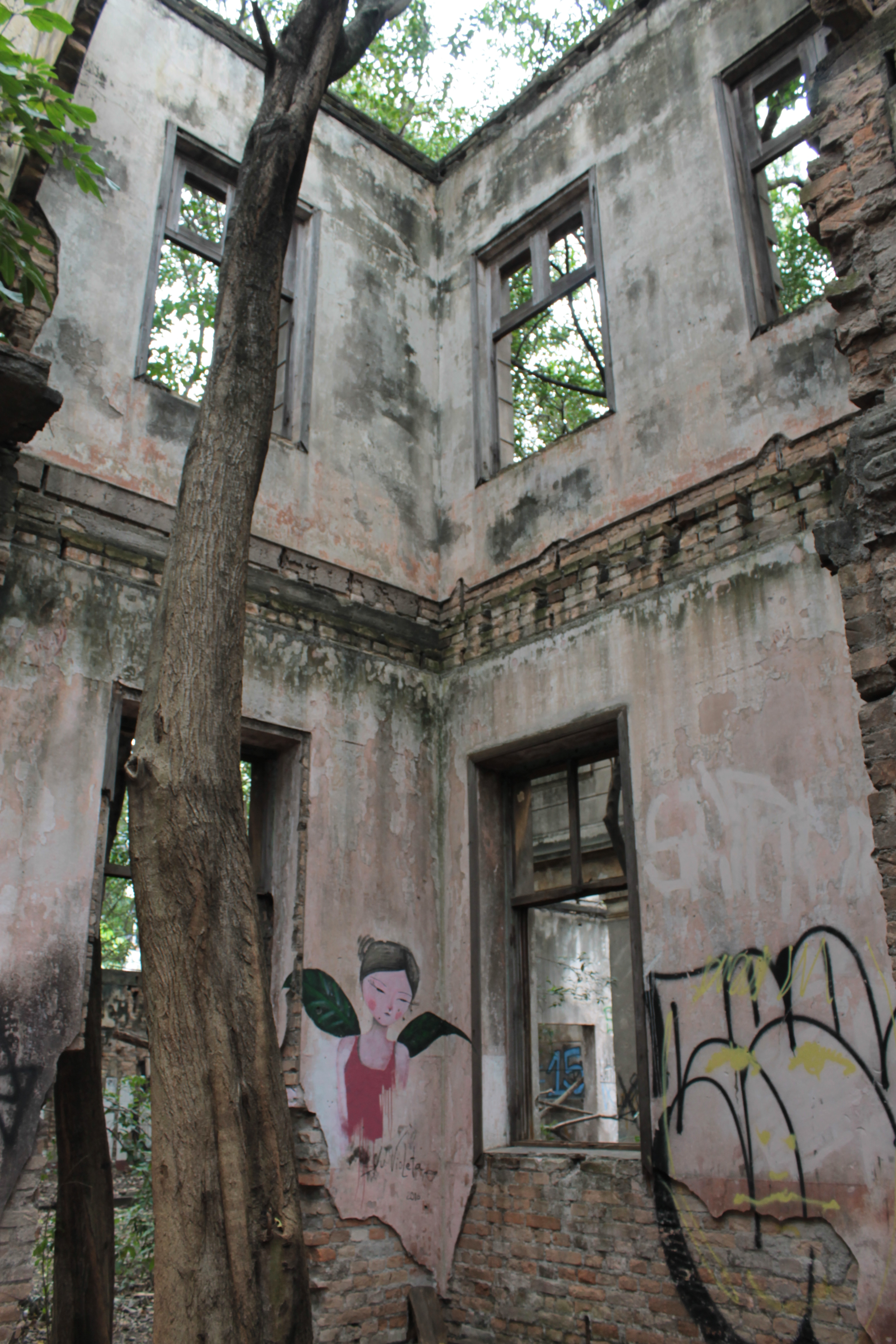
Vista interna da Escola de Meninas, com detalhe para o grafite feito por Ju Violeta
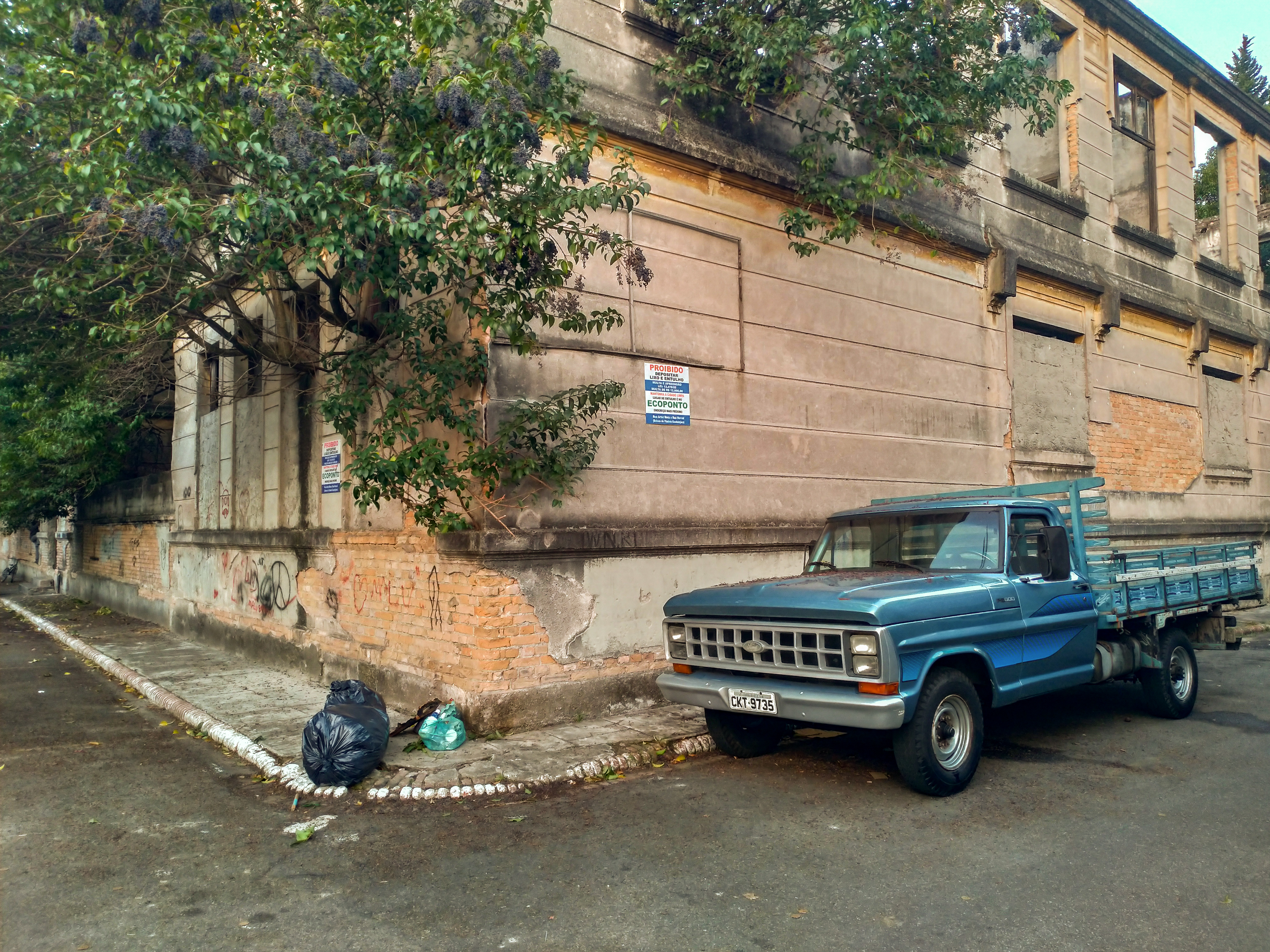
Prédio abandonado.